# محمد اليزيدي (لاعب كرة قدم)
محمد عبد الرب اليزيدي (مواليد 1988)، هو لاعب كرة قدم قطري من أصول يمنية.

## مسيرة اللاعب
مثل أندية: السد والخريطيات والجيش والشمال و المرخية و معيذر و قطر.

## وصلات خارجية
محمد اليزيدي على موقع Soccerway.com (الإنجليزية)